# Lac Mazana
Lac Mazana är en sjö i Kanada.   Den ligger i regionen Laurentides och provinsen Québec, i den sydöstra delen av landet, 210 km norr om huvudstaden Ottawa. Lac Mazana ligger 441 meter över havet. Arean är 3,0 kvadratkilometer. Den ligger vid sjön Lac de la Flèche. Den sträcker sig 6,7 kilometer i nord-sydlig riktning, och 3,9 kilometer i öst-västlig riktning.
I omgivningarna runt Lac Mazana växer i huvudsak blandskog. Trakten runt Lac Mazana är nära nog obefolkad, med mindre än två invånare per kvadratkilometer.